# 1 E18 s
- 1018 s 미만
- 1000억 년 - 우주가 닫혀 있다고 가정할 때 우주의 수명.
- 263초=922경 3372조 368억 5477만 5808초≒3000억년 - 64비트 정수형 time_t 체제 하에서 지속 가능한 시간. 적색왜성의 수명보다 적다.
- 1019 s 이상